# Jackie van Beek
Jackie van Beek (nacida el 10 de mayo de 1976) es una directora, escritora y actriz de cine y televisión de Nueva Zelanda.

## Primeros años
Van Beek nació y creció en Wellington y asistió a Onslow College. Estudió danza contemporánea en el Wellington Performing Arts Center y luego completó una licenciatura en lingüística en la Universidad Victoria en Wellington, donde se graduó en 1998. A lo largo de sus estudios, escribió y produjo obras de teatro en teatros y escuelas de Wellington.

## Carrera
En 1999, van Beek se mudó a Auckland y trabajó en producciones teatrales, y pasó un año en la Universidad del Norte de Ohio como escritora residente. En 2006, van Beek se mudó a Australia y comenzó a realizar cortometrajes. Su primer largometraje fue The Inland Road, que se proyectó en el Festival Internacional de Cine de Berlín y en el Festival Internacional de Cine de Seattle, seguido de su segundo largometraje, The Breaker Upperers.
Van Beek ha ganado varios premios cinematográficos, incluido el Nuevo Cineasta del Año SPADA en 2013, así como premios de actuación. En 2014 ganó el premio a la Mejor Actriz de Reparto en los Premios del Cine de Nueva Zelanda por su actuación en What We Do in the Shadows.
Es cocreadora, con Jesse Griffin y Jonny Brugh, de la premiada comedia televisiva de 2019 sobre profesores de una escuela secundaria, llamada Educators. Ella también protagoniza el programa.

## Vida personal
Van Beek está casada con el comediante Jesse Griffin. Se comprometieron un mes después de conocerse en 2006. Ellos tienen tres hijos.

## Filmografía

### Obras de teatro
| Año  | Título                          | Papel                         | Notes |
| ---- | ------------------------------- | ----------------------------- | ----- |
|      | The Swimming Lessons            | Escritora                     | [ 3 ] |
|      | The Mayfly                      | Escritora                     | [ 3 ] |
|      | Space Migrant                   | Escritora                     | [ 3 ] |
| 2005 | My Brother and I are Porn Stars | Coescritora, actriz principal | [ 3 ] |

### Películas
| Año  | Título                    | Papel                    | Notas                                  |
| ---- | ------------------------- | ------------------------ | -------------------------------------- |
| 2007 | Eagle vs Shark            | Personal de hamburguesas | Actriz                                 |
| 2008 | One Shoe Short            |                          | [ 5 ]                                  |
| 2009 | Just Like The Others      |                          | Coproductora                           |
| 2011 | Little Red Riding Hood    |                          | Productora                             |
| 2011 | Go the Dogs               |                          | Directora, productora, escritora       |
| 2011 | In Safe Hands             |                          | Directora, escritora, actriz principal |
| 2014 | Uphill                    |                          | Directora, escritora, actriz           |
| 2014 | What We Do in the Shadows | Jackie                   | [ 13 ]                                 |
| 2017 | The Inland Road           |                          | Directora, escritora                   |
| 2018 | The Breaker Upperers      | Jen                      | Escritora, codirectora, actriz         |
| 2022 | Nude Tuesday              | Laura                    | Escritora, actriz                      |

### Televisión
| Año       | Título                    | Papel     | Notas              |
| --------- | ------------------------- | --------- | ------------------ |
| 2001      | Love Mussel               | Actriz    | [ 16 ]             |
| 2007      | Rude Awakenings           | Actriz    | [ 17 ]             |
| 2013-2015 | Best Bits                 | Panelista | [ 18 ]             |
| 2014      | Coverband                 | Stacey    | Actriz             |
| 2014      | Short Poppies             | Elisa     | Actriz             |
| 2015-2018 | Funny Girls               | Actriz    | [ 10 ] [ 19 ]      |
| 2016-2017 | 800 Words                 | Gloria    | [ 19 ]             |
| 2018      | Wellington Paranormal     | Directora | [ 10 ]             |
| 2019      | What We Do in the Shadows | Directora |                    |
| 2019      | Educators                 | Robyn     | También cocreadora |